# フェルディナント・ブラック
フェルディナント・ブラック（Ferdinand Bracke、1939年5月25日 - ）は、ベルギー、ハム（オースト＝フランデレン州）出身の元自転車競技選手。
タイムトライアルスペシャリストとして、世界自転車選手権・個人追い抜きで2回優勝を果たした他、1967年10月30日、48.093kmをマークしてアワーレコードを樹立。同年に初制定された、ベルギー スポーツマンオブザイヤーの初代受賞者にも輝いた。
ロードレースでも、1962年のグランプリ・デ・ナシオン、1976年のツール・ド・フランス第17ステージ、個人タイムトライアルを制し、タイムトライアル系種目で強さを発揮した。一方、1971年のブエルタ・ア・エスパーニャにおいて総合優勝を果たした他、1968年のツール・ド・フランスでも総合3位に入るなど、グランツールにおいても実績を残している。